# Autobusy miejskie w Gorzowie Wielkopolskim

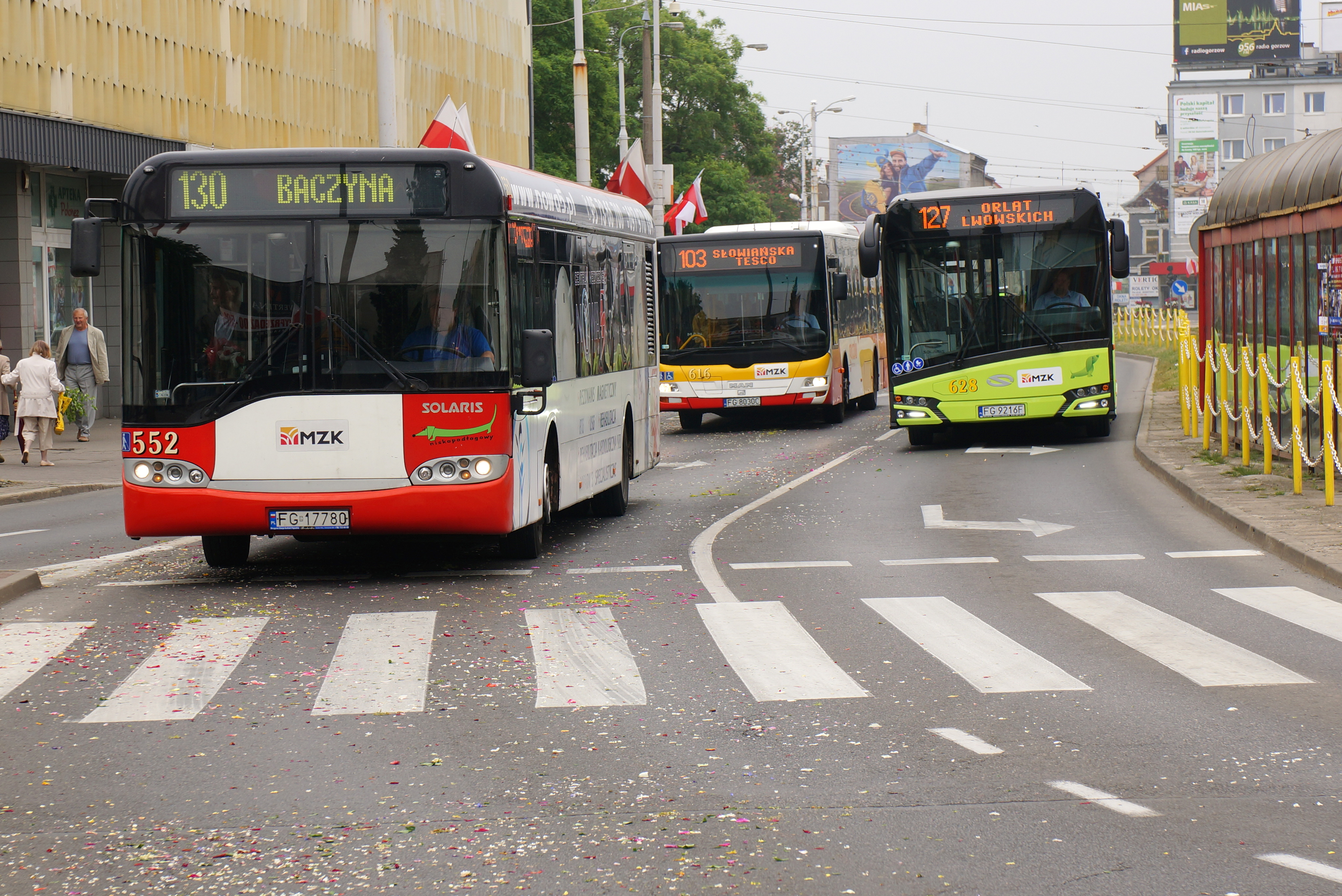
Autobusy miejskie w 2016

Autobusy miejskie w Gorzowie Wielkopolskim – system komunikacji autobusowej na terenie miasta Gorzów Wielkopolski działający od 1960 roku. Obejmuje 39 linii autobusowych (w tym 5 nocnych).
Autobusowa sieć miejskich linii komunikacyjnych poza miastem Gorzowem Wielkopolskim obejmuje także częściowo tereny pobliskich gmin: Bogdaniec, Deszczno, Lubiszyn i Santok.

## Tabor[2]
Tabor autobusowy gorzowskiego MZK jest w 100% niskopodłogowy. Miasto w 2022 roku eksploatuje tylko autobusy typu Solaris Urbino 12 i MAN z serii Lion’s City.
Jeszcze do niedawna MZK eksploatowało też Jelcze 120M oraz Solarisy Urbino 12 starszych generacji. W grudniu 2020 roku miasto ogłosiło przetarg na 6 nowych autobusów. Przetarg wygrał MAN z autobusami typu Lion’s City 19.
Obecnie w MZK jest łącznie 86 autobusów.